# Dayfa Khatun
Dayfa Khatun (arapski ضيفة خاتون‎) bila je sultanija kurdskog podrijetla te regent grada Alepa 1237. – 1244.
Bila je kći sultana Egipta Al-Adila I. te nećakinja sultana Saladina, a udala se za svojeg bratića Az-Zahira Ghazija 1212.
Rodila je sina Al-Aziza Muhameda svom mužu. To je ojačalo njen položaj.
Nakon smrti svog sina, postala je regent svome unuku An-Nasiru Jusufu. On je imao sedam godina kad je Dayfa postala regentica. Ona je postala vrlo moćna žena te je njezin potpis morao biti na svakom dokumentu koji su morali pregledati članovi vijeća upravitelja Alepa.
Tijekom njezina su regenstva zaratili Al-Kamil i Al-Ashraf, njezina braća.
Dayfa je umrla 1244.